# Liga Feto Timor de 2021
A Liga Feto Timor de 2021 (oficialmente Liga Timorense de Futebol Feminino) foi a 3ª edição oficial do Campeonato Timorense de Futebol Feminino. Foi organizada pela Federação de Futebol de Timor-Leste e contou com 11 times participantes na temporada.
A primeira partida do torneio foi realizada em 19 de agosto. Todos os jogos foram realizados no Estádio Municipal de Díli.
O título do campeonato ficou com a equipa do S'Amuser FC, que classificou-se para a Supertaça 2019.

## Sistema de Disputa
Neste ano, o campeonato foi reestruturado, com as 11 equipas participantes sendo divididas em duas divisões, de acordo com o seu desempenho na temporada anterior: a primeira divisão da nova Liga Timorense Feminina contou com apenas 5 times, enquanto a segunda divisão teve 6 equipas.
Os times jogaram entre si em turno e returno. A equipa campeã foi aquela que somou mais pontos ao final do cronograma de partidas.

### Critérios de desempate
Ocorrendo igualdade em pontos ganhos entre 2 (dois) ou mais clubes aplicam-se, sucessivamente, os seguintes critérios técnicos de desempate:
- a) resultados dos confrontos diretos
- b) maior saldo de gols
- c) maior número de gols marcados

## Equipes Participantes
Participaram da primeira divisão as 5 equipas melhores colocadas na edição de 2020 da Liga Feto Timor.
| Time                    | Município | Colocação em 2020 |
| ----------------------- | --------- | ----------------- |
| F.C. Académica          | Díli      | 5º lugar          |
| F.C. Buibere            | Díli      | Campeã            |
| Maranatha FC            | Díli      | Vice-campeã       |
| S'Amuser FC             | Díli      | 3º lugar          |
| Sport Laulara e Benfica | Aileu     | 4º lugar          |

## Classificação
| # | Equipa       | J | V | E | D | GP | GC | SG  | Pts | Classificação                             |
| - | ------------ | - | - | - | - | -- | -- | --- | --- | ----------------------------------------- |
| 1 | S'Amuser (C) | 8 | 5 | 3 | 0 | 19 | 2  | +17 | 18  | Campeã e classificada para Supertaça 2021 |
| 2 | Buibere      | 8 | 5 | 2 | 1 | 26 | 3  | +23 | 17  | Salvas                                    |
| 3 | SL Benfica   | 8 | 2 | 4 | 2 | 19 | 7  | +12 | 10  | Salvas                                    |
| 4 | Maranatha    | 8 | 2 | 3 | 3 | 15 | 9  | +6  | 9   | Salvas                                    |
| 5 | Académica    | 8 | 0 | 0 | 8 | 1  | 59 | −58 | 0   | Salvas                                    |

Última atualização em 30 de dezembro de 2021
Fonte: [carece de fontes?]
Regras para classificação: 1º pontos; 2º saldo de gols; 3º gols pró.
(C) = Campeão; (R) = Rebaixado; (P) = Promovido; (O) = Vencedor do play-off; (A) = Classificado para a próxima fase. 
Somente aplicável se a temporada não tiver terminado: 
(Q) = Classificado para a fase do torneio indicada; (TQ) = Classificado para o torneio, mas não para a fase indicada; (DQ) = Desclassificado do torneio.

## Premiação
| Liga Timorense de Futebol Feminino de 2021 |
| Timor-Leste                                |
| ------------------------------------------ |
| S'Amuser FC Campeã (1º título)             |

### Segunda Divisão
Baucau FC foi a equipa campeã e promovida para a Primeira Divisão de 2022-23.

## Ligações Externas
- Liga Timorense de Futebol Feminino - Página oficial no Facebook